# أكرم كوميلوف
أكرم كوميلوف (14 مارس 1996 بأوزبكستان - ) هو لاعب كرة قدم أوزبكستاني في مركز الدفاع. لعب مع نادي بونيودكور.

## روابط خارجية
- أكرم كوميلوف على موقع قاعدة بيانات كرة القدم.إي يو (الإنجليزية)
- أكرم كوميلوف على موقع ناشيونال فوتبول تيمز (الإنجليزية)
- أكرم كوميلوف على موقع Soccerway.com (الإنجليزية)